# ملعب كارو رود
ملعب كارو رود هو ملعب يقع في نورويتش، إنجلترا، وهو خاص بنادي نوريتش سيتي. بني الملعب في سنة 1935. تسع مدرجاته لجلوس 27,244 شخص وقد تمت توسعته سنة 1979.